# Вольтамперометрія

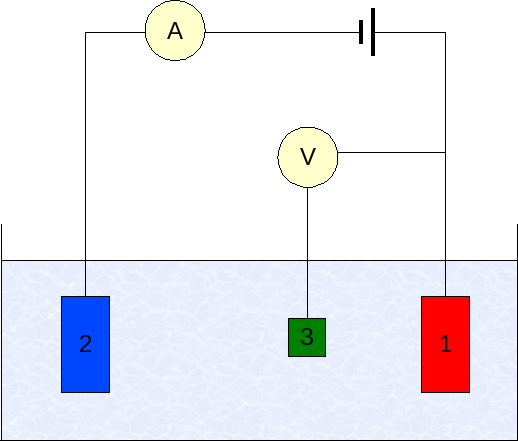
Схема пристрою: (1) робочий електрод; (2) допоміжний електрод; (3) електрод порівняння

Вольтамперометрія — електрохімічний метод якісного та кількісного аналізу, який ґрунтується на реєстрації вольт-амперних кривих (вольтамперограмм) — залежності між силою струму І у колі електролізера і напругою поляризації Е при електролізі розчину або розплаву досліджуваної речовини.

## Практика проведення
У розчин занурюють індикаторний мікроелектрод, на якому досліджувана електрохімічно активна (електроактивна) речовина (деполяризатор) відновлюється чи окиснюється, і неполяризований допоміжний електрод, потенціал якого залишається практично незмінним при електролізі. Зміна потенціалу мікроелектрода під дією прикладеної напруги спричиняє виникнення струму у колі. Потенціал W мікроелектрода відносно допоміжного електрода менший за Е на величину омічного спаду напруги у розчині IR, де R — електричний опір розчину. З метою зменшення R до розчину додають надлишок індиферентного електроліту (фонового), іони якого не відновлюються і не окиснюються в умовах електролізу. Фоновий електроліт також дозволяє усунути міграційний струм, який виникає за рахунок міграції частинок деполяризатора під дією електричного поля.